# Eduardo Asquerino
Eduardo María Mariano Asquerino García (Barcelona, 26 de abril de 1824-Sanlúcar de Barrameda, 30 de septiembre de 1881) fue un periodista, poeta, político y diplomático español, hermano del también escritor Eusebio Asquerino.

## Biografía
Nacido en Barcelona el 26 de abril de 1824, era hijo del teniente retirado Antonio Asquerino Martínez Llorente, natural de Madrid, que fue ayudante del general Francisco Espoz y Mina, y de María García Ramírez, de Utiel (Valencia). El padre anduvo exiliado en Portugal por sus ideas liberales durante la Década Ominosa, así que su infancia transcurrió en Barcelona, Requena y Utiel con su madre, su hermano mayor Eusebio y sus abuelos maternos. A la muerte de Fernando VII, la amnistía permitió que la familia se reuniese en Madrid en 1834, pero el padre tuvo que volver a luchar en la primera guerra carlista (1833-1840). Se había desatado ya con el regreso de los liberales emigrados la estética romántica en España.
Según su biógrafo y amigo Anselmo de la Portilla, Eduardo estudió interno en un colegio de la calle de la Madera en Madrid, donde tuvo por profesor de literatura a Fernando Corradi, el futuro director de El Clamor Público. Impulsivo y temperamental, De la Portilla cuenta que agredió a su profesor de dibujo y se escapó de casa. Con solo doce años ya participó en las algaradas revolucionarias de 1836. Ingresó luego en la Escuela de Ingenieros Civiles, pero no parece que llegara a concluir esos estudios, entonces considerados de segundo grado. Siguiendo la carrera teatral y periodística de su hermano mayor, concurrió con él a la tertulia del Parnasillo y asistió al estreno de la Doña Urraca que ambos compusieron en 1838.
Comenzó a colaborar con los periódicos de izquierda y de tendencia republicana y democrática. En 1844 fue encarcelado por un artículo escrito en El Primero de Setiembre, un diario democrático que dirigía su hermano. Posteriormente, participó en la revolución de 1848, por la cual fue perseguido y desterrado. En 1846 escribió en el periódico La Libertad. Se unió al Partido progresista como diputado[cita requerida] y senador por Valencia, Cádiz e Islas Baleares y a partir de 1853 comenzó a viajar pòr América (Cuba, México, Argentina, Chile y Perú). En estos países fechó muchos de sus poemas, por ejemplo, una leyenda sobre la poetisa mexicana sor Juana Inés de la Cruz, que saldría en su Ecos del alma (México, 1853); en este país buscó los restos de Hernán Cortés y fundó el periódico Eco de España. Durante el bienio progresista (1854-1856), jugó un papel importante en la revolución de 1854 e incluso corrió peligro su vida. Durante dos años seguidos (1854-1856), Asquerino desempeñó un papel importante como encargado de negocios y cónsul general en Chile; su lucha contra el moderantismo lo devolvió de nuevo a prisión en 1857. En ese mismo año fundó la prestigiosa revista La América (1857-1886), cuya dirección dejó a su hermano en 1870 y que contaba con una impresionante relación de prestigiosos colaboradores. También dirigió la revista El Universal (1867). En 1868 fue nombrado ministro plenipotenciario en Bruselas, permaneció en el cargo durante tres años y luego representó a España en La Haya; en ese mismo año recibió la Gran Cruz de Isabel la Católica y la Cruz del Mérito Militar.
Escribió Horas perdidas (1842), colección de leyendas en verso, y reunió sus poesías en Ensayos poéticos (1849) y Ecos del corazón (1853), pero existen muchas esparcidas por los diversos periódicos en los que colaboró. Colaboró en Los españoles pintados por sí mismos (1843 y 1844) con El cartero, en que describe en verso su indumentaria y las reacciones de la gente ante las noticias que les entrega; pero la mayoría de sus artículos de prensa están por reunir. Casó con la sanluqueña Peregrina La Cave Domínguez en 1861. Es posible que en 1863 publicara El cancionero de la Guerra de la Independencia junto a los conocidos Benavides, Salvador Bermúdez de Castro y Antonio Alcalá Galiano. En noviembre de 1865 viajó de nuevo a Cuba, donde fue muy agasajado y participó en reuniones literarias y políticas, manifestaciones y banquetes. Participó en la revolución de 1868 y en 1872 se volvió a encargar de la legación en Bruselas, pero tuvo que volver durante un breve tiempo al ser nombrado senador de la minoría radical; luego fue nombrado ministro plenipotenciario en Austria y, durante el Gobierno republicano de Emilio Castelar, a fines de 1873, intentó de nuevo trasladar los restos de Hernán Cortés a España, lo que no logró. En 1874, al iniciarse el Gobierno del general Serrano, tras la disolución de las Cortes por el general Pavía, presentó su dimisión. En 1879 escribió su drama de costumbres Amor patrio, criticando al Gobierno por no haber derogado la esclavitud en Cuba. Siendo senador por la minoría democrática-progresista por la provincia de Huelva, enfermó, de forma que no pudo jurar el cargo, y falleció el 30 de septiembre de 1881 en Sanlúcar de Barrameda junto a su familia.
Solo o junto a su hermano Eusebio cultivó el teatro, dejando varias obras en colaboración: Doña Urraca (1838), La judía de Toledo (1843), Casada, virgen y mártir (1843), Españoles sobre todo (1844), Los tesoros del rey (1850), Eulalia (1851). Refundió Entre b obos anda el juego de Francisco de Rojas Zorrilla de tres actos a cuatro (Madrid: Imprenta que fue de Operarios, a cargo de F. R. del Castillo, 1851), El escondido y la tapada (1851) y Amar después de la muerte (1852) de Pedro Calderón de la Barca y Lorenzo me llamo y carbonero de Toledo de Juan de Matos Fragoso (1852). Hacia 1869 intentó adaptar a la escena el Fausto de Goethe.

## Obras

### Dramas históricos
- El rayo de Oriente, 1840, publicada en 1854.
- Vengar con amor sus celos, 1843.
- Con Eusebio Asquerino, Españoles sobre todo, Madrid, Imprenta del Diccionario Geográfico a cargo de D. José de Rojas, 1847.
- Con Gregorio Romero Larrañaga, El gabán del rey, 1847.
- Con Eusebio Asquerino, La gloria del arte, 1848.
- Con Eusebio Asquerino y Antonio García Gutiérrez, El tejedor de Játiva, 1849.
- Con Eusebio Asquerino, Las guerras civiles, 1849.
- Con Antonio García Gutiérrez, El tesorero del rey, 1850; 1857 2.ª ed.
- Eulalia, poema dramático religioso original, 1851.
- San Isidro, 1852.
- El amor patrio, 1878.

### Comedias de costumbres
- La verdad por la mentira, 1843
- Un ladrón menos, 1843.
- Con Tomás Rodríguez Rubí,Casada, virgen y mártir, 1843.
- Con Eusebio Asquerino, Haz bien sin mirar a quién, 1845.
- Hasta el fin nadie es dichoso, 1845.
- Con Eusebio Asquerino, Uno de tantos, ¿1846?
- Un baile de candil, 1847.
- El premio de la virtud, 1847.
- Con Eusebio Asquerino, Un verdadero hombre de bien, segunda parte, comedia en tres actos y en verso, Madrid, Imprenta de J. González y A. Vicente, 1848.

### Parodias dramáticas
- Con Juan Martínez Villergas, Miguel Agustín Príncipe, Gregorio Romero Larrañaga y Gabriel Estrella, Los amantes de Chinchón (Parodia de Los amantes de Teruel), pieza tragi-cómicoburlesca, en verso, Madrid, Imprenta de la Sociedad de Operarios, 1848.

### Teatro menor
- Matamuertos y el Cruel, juguete andaluz en un acto y en verso, Madrid, Yenes, 1842
- Toó jué groma, juguete cómico andaluz en un acto y en verso, Madrid, Imprenta de Sanchiz, 1843
- El héroe de Bailén, loa improvisada por la Excelentísima Dª Gertrudis Gómez de Avellaneda [...], Madrid, Imprenta que fue de Operarios, a cargo de D. F. R. del Castillo, 1852;

### Poesía
- Horas perdidas, leyenda en verso y en variedad de rima, 1844.
- Ensayos poéticos, 1849.
- Ecos del alma. Obras originales del poeta español D. Eduardo Asquerino, 1853; 2.ª ed. aumentada 1856.